# グナエウス・コルネリウス・ブラシオ
グナエウス・コルネリウス・ブラシオ（ラテン語: Gnaeus Cornelius Blasio、生没年不明）は紀元前3世紀中頃の共和政ローマの政治家、軍人。執政官（コンスル）に二度選出され、第一次ポエニ戦争を戦った。

## 出自
パトリキ（貴族である）コルネリウス氏族の出身。父のプラエノーメン（第一名、個人名）はプブリウス、祖父はグナエウスである。ブラシオ家で執政官になったのはグナエウス一人で、氏族の他の人物との関係は不明である。

## 経歴
紀元前270年、ブラシオは執政官に選出された。同僚のガイウス・ゲヌキウス・クレプシナは二度目の執政官選出であった。この年、両執政官はレギウム（現在のレッジョ・ディ・カラブリア）での戦いに勝利し、ブラシオだけが凱旋式を挙行する栄誉を得ている。紀元前265年には、ガイウス・マルキウス・ルティルス・ケンソリヌスと共にケンソル（監察官）に選出されている。紀元前257年には二度目の執政官に選出されるが、同僚はガイウス・アティリウス・レグルスであった。

## 参考資料
- Friedrich Münzer : Cornelius 73. In: Paulys Realencyclopädie der classischen Altertumswissenschaft (RE). Band IV,1, Stuttgart 1900, Sp. 1271 f.